# Darren Matthews (ciclista)
|  | No confondre amb Darren Matthews, lluitador anglès |

Darren Matthews (Bridgetown, 17 de gener de 1991) és un ciclista de Barbados. Ha estat el primer ciclista dels seu país en competir professionalment. Ha guanyat el campionat nacional en ruta i el de contrarellotge diversos cops.

## Palmarès
- 2010
  -  Campió de Barbados en contrarellotge
- 2011
  -  Campió de Barbados en ruta
  -  Campió de Barbados en contrarellotge
- 2012
  - 1r al Tobago Cycling Classic
- 2015
  -  Campió de Barbados en ruta